# روگاچ-کولونگا
روگاچ-کولونگا (به لهستانی:  Rogacze-Kolonia) یک روستا در لهستان است که در گمینا نوو دوور واقع شده‌است.